# مایک رابرتسون (ورزشکار)
مایک رابرتسون (انگلیسی: Mike Robertson؛ زادهٔ ۲۶ فوریهٔ ۱۹۸۵) ورزشکار اسنوبردسواری اهل کانادا است.
وی در مسابقات کشوری و بین‌المللی در مجموع برندهٔ ۱ مدال نقره شده‌است.